# Morgonlandet
Morgonlandet ou Morgonland est une île de l'archipel finlandais à Kimitoön en Finlande.

## Géographie
Morgonlandet est située à environ 12 kilomètres au sud-ouest de la pointe sud de Hankoniemi, à environ 19 km au sud-est de Rosala et à environ 12 km à l'est du phare de Bengtskär.
L'île est une île rocheuse d'environ 15 hectares,.
L'île appartient entièrement à la réserve naturelle du parc national de l'archipel.